# Gerdautal
Das Gerdautal erstreckt sich entlang des Heideflusses Gerdau im Suderburger Land (Landkreis Uelzen).
Das Gerdautal besteht aus den Gemeinden Gerdau und Eimke und schließt sich dem unmittelbar benachbarten Hardautal an.